# Магарешката кожа
Магарешката кожа е народна приказка, чиято най-известна версия е преразказана от Шарл Перо през 1694 г.
В историята се разказва за кралска дъщеря, чийто баща решава да я ожени за глупав и грозен принц. Ужасена от този брак и по съвет на кръстницата си, принцесата поисква да ѝ бъдат ушити три неизпълними рокли, но всеки път баща ѝ успява да изпълни желанията ѝ. Накрая принцесата не намира друг изход освен да избяга от двореца, наметната с магарешка кожа. След много перипетии принцесата е открита от Принца и след едно последно изпитание, в което той я търси чрез изгубения от нея пръстен (което напомня донякъде за стъклената пантофка на Пепеляшка), се стига до щастливия завършек.
В своята версия, Шарл Перо е „цензурирал“ народната приказка, в която царят иска да се ожени за собствената си дъщеря и тя е принудена да избяга с магарешката кожа, за да се изплъзне от кръвосмешение.